# Lambert Mende Omalanga
Pour les articles homonymes, voir Mende.
Lambert Mende Omalanga, né à Okolo le 11 février 1953, est un homme politique congolais.   Député de Sankuru depuis 2018, il est plusieurs fois ministre, dont ministre de la Communication et des Médias de 2008 à 2012, puis de 2014 à 2019.
Il est également le président national du parti politique Convention des Congolais unis (CCU).

## Biographie

### Jeunesse et études
Né à Okolo en 1953, Lambert Mende Omalanga est originaire de Lodja dans le district de la Sankuru.II est le troisième d'une fratrie de 11 enfants. Il entreprend des études en droit à l'université nationale du Zaïre (campus de Kinshasa), mais ne les finit pas. Il part ensuite en Belgique, où il décroche une licence en criminologie de l'université libre de Bruxelles (ULB).

### Carrière politique
En 2005, Mende a été élu député national de la circonscription de Lodja comme membre du RCD/K-ML. Il fut le Rapporteur du Sénat pendant la transition (2003 à 2007), il a aussi plusieurs fois été ministre, notamment Vice-premier ministre, ministre des Transports et des Communications.
Il a été nommé ministre des Hydrocarbures dans le Gouvernement Gizenga en février 2007. En tant que ministre des Hydrocarbures il a révoqué une partie de la licence qui avait été attribuée à Heritage Oil et Tullow Oil, deux sociétés qui veulent exploiter des gisements autour de lac Albert qui est partagé par la République démocratique du Congo et l'Ouganda.
En octobre 2008, il est nommé ministre de la Communication et des Médias dans le nouveau gouvernement Muzito, poste qu’il conserve après le remaniement. En 2012, il devient ministre des Médias, des Relations avec le Parlement et de l’Initiation à la nouvelle citoyenneté, puis est à nouveau mis à la tête du Ministère de la Communication et des Médias en 2014, poste qu'il occupera sous trois gouvernement successifs. 
Durant les élections législatives de 2018, il est élu député de la province de Sankuru, et est alors contraint de démissionner du gouvernement afin de respecter la décision du Conseil d'État interdisant le cumul des fonctions. Il est remplacé le 5 mars 2019 par Marie-Ange Mushobekwa. 
Début 2019, il se porte candidat pour être gouverneur de la province du Sankuru, sous les couleurs du Front commun pour le Congo (FCC) de l'ancien Président Joseph Kabila. Après l'exclusion de son adversaire du fait de sa double nationalité, Lambert Mende devient candidat unique. D'abord fixée au 10 avril 2019, l'élection est alors reportée au 13, puis au 15 avril, à cause de ce problème. Le 15, le vice-Premier ministre chargé de l'Intérieur Basile Olongo demande, au nom du président nouvellement élu Félix Tshisekedi, le report du scrutin à la Commission électorale nationale indépendante (Ceni). Le but est selon lui d'« éviter les violences », des affrontements ayant déjà eu lieu en février lors de protestations contre cette candidature unique.
Début 2021, Lambert Mende rejoint avec son parti la majorité présidentielle - Union sacrée - de Félix Tshisekedi, et ce en dépit de sa longue carrière au sein des différents gouvernements dirigés par Joseph Kabila,. Félix Tshisekedi le nomme président du Conseil d'administration de la Compagnie des lignes maritimes du Congo (LMC).  
En 2024, après publication des résultats provisoires des élections législatives du 20 décembre 2023, il est réélu député national de la province du Sankuru.

## Controverse
Le 19 mai 2019, Lambert Mende affirme avoir été « brutalisé » lors d'une brève interpellation par la police, et accuse Basile Olongo, vice-Premier ministre chargé de l'Intérieur, d'être derrière son arrestation. Ce dernier conteste cette version, et affirme que Lambert Mende a été « invité et non arrêté par les renseignements de la police nationale », son nom étant cité dans une affaire de diamant de 87 carats issus de la province du Sankuru.